# Championnat de Norvège de basket-ball
La BLNO est la première division du championnat de Norvège de basket-ball créée en 2000. Ce championnat regroupe les 8 meilleures équipes norvégiennes.

## Palmarès
| Saison    | Champion                                        | Score                                           | Finaliste                                       |
| --------- | ----------------------------------------------- | ----------------------------------------------- | ----------------------------------------------- |
| 2000–2001 | Oslo Kings                                      | 3–2                                             | Kongsberg Penguins                              |
| 2001–2002 | Asker Aliens                                    | 3–0                                             | Kongsberg Penguins                              |
| 2002–2003 | Asker Aliens                                    | 3–0                                             | Harstad Vikings                                 |
| 2003–2004 | Bærum Basket                                    | 3–2                                             | Harstad Vikings                                 |
| 2004–2005 | Asker Aliens                                    | 3–0                                             | Harstad Vikings                                 |
| 2005–2006 | Harstad Vikings                                 | 3–2                                             | Asker Aliens                                    |
| 2006–2007 | Ulriken Eagles                                  | 3–1                                             | Harstad Vikings                                 |
| 2007–2008 | Asker Aliens                                    | 3–0                                             | Harstad Vikings                                 |
| 2008–2009 | Ulriken Eagles                                  | 3–2                                             | Tromsø Storm                                    |
| 2009–2010 | Asker Aliens                                    | 3–1                                             | Tromsø Storm                                    |
| 2010–2011 | Bærum                                           | 3–2                                             | Tromsø Storm                                    |
| 2011–2012 | Frøya                                           | 80–78                                           | Asker Aliens                                    |
| 2012–2013 | Bærum                                           | 81–65                                           | Tromsø Storm                                    |
| 2013–2014 | Gimle                                           | 102–68                                          | Ammerud                                         |
| 2014–2015 | Asker Aliens                                    | 81–75                                           | Bærum                                           |
| 2015–2016 | Centrum Tigers                                  | 85–71                                           | Tromsø Storm                                    |
| 2016–2017 | Centrum Tigers                                  | 87–74                                           | Gimle                                           |
| 2017–2018 | Kongsberg Miners                                | 2–1                                             | Asker Aliens                                    |
| 2018–2019 | Kongsberg Miners                                | 2–1                                             | Gimle                                           |
| 2019–20   | Non attribué pour cause de pandémie de Covid-19 | Non attribué pour cause de pandémie de Covid-19 | Non attribué pour cause de pandémie de Covid-19 |
| 2020–21   | Non attribué pour cause de pandémie de Covid-19 | Non attribué pour cause de pandémie de Covid-19 | Non attribué pour cause de pandémie de Covid-19 |
| 2021–2022 | Gimle                                           | 3–1                                             | Bærum                                           |
| 2022–2023 | Gimle                                           | 3–1                                             | Frøya Ambassadors                               |
| 2023–2024 | Fyllingen BBK (no)                              | 3–0                                             | Bærum                                           |
| 2024–2025 | Fyllingen BBK (no)                              | 3–2                                             | Kongsberg Miners                                |

## Bilan par club
| Club               | Titres | Année                              |
| ------------------ | ------ | ---------------------------------- |
| Asker Aliens       | 5      | 2002, 2003, 2005, 2008, 2010, 2015 |
| Gimle Basket       | 3      | 2014, 2022, 2023                   |
| Ulriken Eagles     | 2      | 2007, 2009                         |
| Baerum Basket      | 2      | 2011, 2013                         |
| Centrum Tigers     | 2      | 2016, 2017                         |
| Kongsberg Miners   | 2      | 2018, 2019                         |
| Fyllingen BBK (no) | 2      | 2024, 2025                         |
| Froya Basket       | 1      | 2012                               |
| Harstad Vikings    | 1      | 2006                               |
| Bærums Verk Jets   | 1      | 2004                               |
| Oslo Kings         | 1      | 2001                               |